# Port Man
Port Man, alternativamente conosciuto come Dock Man, è un videogioco arcade del 1982 realizzato dalla software house canadese Nova Games. In Giappone venne distribuito dalla Taito.

## Modalità di gioco
Ogni livello di Port Man consta di due fasi, ove nelle quali il giocatore controlla l'omonimo personaggio giocante. Nella prima deve prendere i bagagli che cadono dal nastro trasportatore in cima allo schermo, quindi gettarli in una delle quattro cuccette sulla nave sullo sfondo. Il personaggio è intralciato da un uomo sulla nave che gli lancia massi, ma può metterlo fuori gioco per un po' mettendo in una cuccetta quattro bagagli dello stesso colore. Se viene colpito da un masso, viene travolto da un carrello porta bagagli o non può più gettare bagagli perché sul nastro trasportatore sono esauriti, perde una vita.
Il personaggio, finito di sistemare i bagagli passa alla seconda fase, nel quale deve tirare pietre contro delle casse di dinamite in modo da raccoglierle al volo. Egli dovrà fare attenzione di nuovo ai massi lanciati dall'uomo della precedente fase (potrebbe perdere una vita nel caso venisse centrato), che qua può venire colpito dalle pietre per metterlo per un po' fuori gioco. La vita la può perdere anche rimanendo coinvolto nell'esplosione di una cassa che tocca il fondo. Una volta che avrà preso tutte le casse, il ciclo ricomincia a un incremento della difficoltà.